# Stefan Bauer (Politiker)
Stefan Bauer (* 11. Juli 1969 in Hamburg) ist ein deutscher Politiker (parteilos). Er war von 2014 bis 2020 Bürgermeister der schleswig-holsteinischen Gemeinde Henstedt-Ulzburg.

## Leben
Stefan Bauer machte 1988 sein Abitur an der Zinzendorfschule, einer Privatschule der Herrnhuter Brüdergemeine in Butjadingen-Tossens. Danach begann er eine Ausbildung beim Bundeskriminalamt, die er als Kriminalkommissar und Diplom-Verwaltungswirt abschloss. Von 1991 bis 1995 war als Personenschützer für das Auswärtige Amt tätig. 1995 wechselte er zur Polizei Hamburg, bei der er bis 1999 in einer Ermittlungsgruppe des Landeskriminalamtes Hamburg in der Bekämpfung der Schleusungskriminalität tätig war. Ab 1999 war er für die Polizeiabteilung der Hamburger Behörde für Inneres tätig. Von 2002 bis 2003 studierte er an der Polizei-Führungsakademie in Münster, woraufhin er zum Kriminalrat befördert wurde. Bei der Hamburger Polizei war er danach bis 2009 in verschiedenen Positionen und Abteilungen tätig, zum Beispiel als Stabsleiter, als Leiter des Polizeikommissariates 45 in Harburg und als stellvertretender Leiter des Kommissariates 11 (St. Georg). In der Behörde für Inneres war er von 2009 bis 2010 Leiter des Organisationsstabes für die Innenministerkonferenz Heino Vahldiecks, von 2011 bis 2013 war er an der Neuorganisation des Landeskriminalamtes beteiligt. Im Landeskriminalamt Hamburg war er bis zur Bürgermeisterwahl ab 2013 Leiter des Fachkommissariates Cybercrime und stellvertretender Abteilungsleiter des Kommissariates für Wirtschaftskriminalität. Zuletzt hatte er den Rang eines Oberrates.
Er hat zwei Töchter und einen Sohn.

## Bürgermeisteramt
Nach der Abwahl des parteilosen Bürgermeisters Torsten Thormählen war die Position des Bürgermeisters in Henstedt-Ulzburg von September 2013 bis März 2014 vakant. Die Bürgermeisterwahl 2014 gewann Stefan Bauer im ersten Wahlgang mit 51,25 Prozent der gültigen Stimmen. Im Dezember 2019 gab er bekannt, dass er zur Bürgermeisterwahl 2020 nicht mehr antritt. Seine Nachfolgerin in Henstedt-Ulzburg wurde Ulrike Schmidt.